# Klautzke-See und Waldmoore mit Kobbelke
Klautzke-See und Waldmoore mit Kobbelke este o arie protejată (arie specială de conservare — SAC, sit de importanță comunitară — SCI) din Germania întinsă pe o suprafață de 382,45 ha, integral pe uscat.

## Localizare
Centrul sitului Klautzke-See und Waldmoore mit Kobbelke este situat la coordonatele 52°06′35″N 14°32′40″E / 52.1097°N 14.5444°E.

## Înființare
Situl Klautzke-See und Waldmoore mit Kobbelke a fost declarat sit de importanță comunitară în septembrie 2000 pentru a proteja 1 specie de animale. Situl a fost protejat și ca arie specială de conservare în iunie 2004.

## Biodiversitate
Situată în ecoregiunea continentală, aria protejată conține 6 habitate naturale: Lacuri eutrofice naturale cu vegetație de tip Magnopotamion sau Hydrocharition, Lacuri și iazuri distrofice naturale, Pajiști cu Molinia pe soluri calcaroase, turboase sau argilos-nămoloase (Molinion caeruleae), Mlaștini turboase de tranziție și turbării mișcătoare, Depresiuni pe substraturi de turbă de Rhynchosporion, Mlaștini împădurite.
La baza desemnării sitului se află o specie protejată de  nevertebrate: libelule (Leucorrhinia pectoralis).
Pe lângă speciile protejate, pe teritoriul sitului au mai fost identificate 49 de specii de plante.